# Rhagium iranum
Rhagium iranum är en skalbaggsart som beskrevs av Heller 1924. Rhagium iranum ingår i släktet Rhagium och familjen långhorningar.
Artens utbredningsområde är Iran. Inga underarter finns listade i Catalogue of Life.